# Fonction de luminosité
En astronomie, La fonction de luminosité donne le nombre d'étoiles ou de galaxies par intervalle de luminosité. Les fonctions de luminosité sont utilisées pour étudier les propriétés de large groupes ou classes d'objets astronomiques, tel que les étoiles dans des amas stellaires ou les galaxies dans le Groupe local. 

## Fonction de luminosité de Schechter
la fonction de luminosité de Schechter donne la densité spatiale des galaxies au regard d'une luminosité. La fonction est de la forme  
{\displaystyle n(x)\ \mathrm {d} x=\phi ^{*}x^{a}\mathrm {e} ^{-x}\mathrm {d} x,}
Où {\displaystyle x=L/L^{*}}, et {\displaystyle L^{*}} est une luminosité caractéristique de galaxie. Le paramètre {\displaystyle \,\!\phi ^{*}} permet la normalisation de la fonction. La fonction de luminosité de Schechter peut avoir différents paramètres pour différentes populations et environnements de galaxies ; il s'agit d'un fonction empirique et non universelle. Les paramètres mesurés pour les galaxies du super groupe local sont {\displaystyle a=-1.25,\ \phi ^{*}=1.2\times 10^{-3}h^{3}\mathrm {Mpc} ^{-3}}.

## Fonction de luminosité des naines blanches
La fonction de luminosité des naines blanches (WDLF) donne le nombre d'étoiles du type naine blanche avec une luminosité donnée. Comme cela est déterminé par le taux auquel ces étoiles se forment et refroidissent, cela représente un intérêt pour les informations que cela donne à propos de la physique du refroidissement des naines blanches et à propos de l'âge et de l'histoire de notre Galaxie,

## Fonction de luminosité des nébuleuses planétaires
Mesuré à une longueur d'onde de 500,7 nm augmentée du décalage vers le rouge de la galaxie étudiée, le maximum de la magnitude apparente des nébuleuses planétaires d'une galaxie permet théoriquement de déduire le module de distance de la galaxie hôte par différence avec le maximum théorique de la magnitude absolue de ces objets à cette longueur, qui est a priori constante d'après les modèles d'évolution de ces objets. C'est donc un outil de mesure des distances en astronomie.

## Fonction de luminosité des amas globulaires
La fonction de luminosité des amas globulaires (FLAG, ou GCLF en anglais pour globular cluster luminosity function) est une fonction de luminosité utilisée, notamment, dans le domaine de la mesure des distances en astronomie.